# Відеоколекція (DVD)
Video Collection — перший офіційний DVD гурту Воплі Відоплясова, який випустило музичне видавництво «Країна Мрій» у 2007 році.

## Відео
Кліпи
1. Музіка
2. Весна
3. Горіла Сосна
4. Любов
5. День Народження
6. Були На Селі
7. Не Думай
8. День Народження Rmx
9. Світ
10. Полонина
11. Сонячні Дні
12. Зоряна Осінь
13. Пісенька
14. Колискова
15. Катерина

Архів
1. Танці
2. Зв'язок
3. Були Деньки
4. Пісенька (Live)
5. Оля (Live)
6. Колискова (Live)
7. Галю, Приходь (Live)
8. Танці (Live)